# Beate Timmermann
Beate Timmermann (* 19. Mai 1967 in Mannheim) ist eine deutsche Strahlentherapeutin und Radioonkologin mit dem Schwerpunkt Partikeltherapie. Timmermann ist Ärztliche Leiterin des Westdeutschen Protonentherapiezentrums Essen (WPE) und Direktorin der Klinik für Partikeltherapie am Universitätsklinikum Essen.

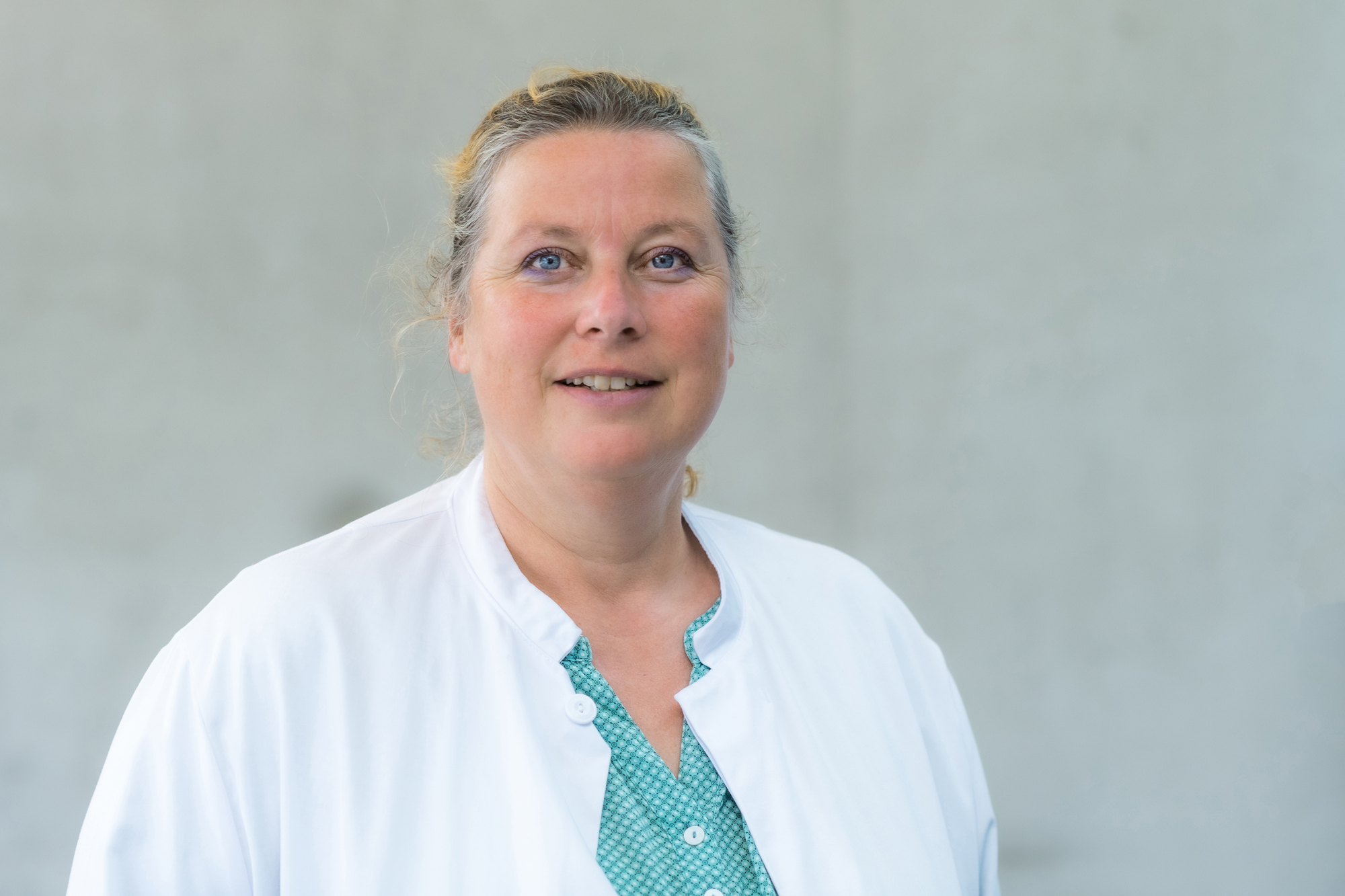
Beate Timmermann

## Werdegang
Beate Timmermann absolvierte ein Studium der Humanmedizin von 1986 bis 1993 an der Medizinischen Fakultät der Universität Hamburg. Als Ärztin im Praktikum war sie der Abteilung für Pathologie in der Asklepios Klinik Barmbek in Hamburg tätig. Anschließend übernahm sie von 1995 bis 2002 eine Stelle als wissenschaftliche Assistentin in der Abteilung Strahlentherapie und Radioonkologie an der Universität Tübingen. Dort legte sie im Jahr 2000 auch ihre Doktorarbeit bei Michael Bamberg ab: „Qualitätskontrolle bei der Strahlenbehandlung der kraniospinalen Achse bei Hirntumoren im Kindesalter: Ergebnisse und Bedeutung für Therapieplanung und Kontrollprozesse“. Im Jahr 2002 wurde sie Fachärztin für Strahlentherapie und Radioonkologie. Von 2002 bis 2009 war sie in der Abteilung Strahlenmedizin/Protonentherapie am Paul Scherrer Institut (PSI) in Villigen (Schweiz) beschäftigt. 2007 habilitierte sie im Fach Radioonkologie bei N.  an der Universität Münster zum Thema „Die Rolle der Strahlentherapie bei Hirntumoren im Kindesalter“. 2009 folgte die Zusatzbezeichnung „Protonentherapie“. Von 2009 bis 2011 war Beate Timmermann stellvertretende ärztliche Leiterin am Westdeutschen Protonentherapiezentrum Essen (WPE). 2012 wurde sie zur Professorin für Strahlentherapie mit dem Schwerpunkt Partikeltherapie an der Universität Duisburg-Essen berufen. 2013 folgte die Ernennung zur Ärztlichen Leiterin des Westdeutschen Protonentherapiezentrums Essen (WPE). Seit 2014 ist Timmermann Direktorin der Klinik für Partikeltherapie am Universitätsklinikum Essen. Gemeinsam mit dem ca. 150 Experten umfassenden Team wurden im WPE bis Anfang 2025 mehr als 5.000 Patienten mit der Protonentherapie behandelt.

## Behandlungsschwerpunkte
Timmermann ist Spezialistin für Protonentherapie. Ein besonderer Schwerpunkt ist die Behandlung von krebskranken Kindern.